# Додеканес
Південні Споради, або Додекане́с (грец. Δωδεκάνησα, досл. «Дванадцять островів») — острови в Егейському морі, найпівденніші з островів Грецького архіпелагу. Розташовані поблизу південно-західного узбережжя півострова Мала Азія. Площа 3,5 тисяч км². Висота до 1434 м (гора Керкіс).
Згідно з адміністративним поділом Додеканес є номом в регіоні Південні Егейські острови. Населення 200 452 (2005).
Рослинність представлена ксерофітними кущами, ділянками лісів із дуба, сосни, кипарису.
З галузей господарства розвинуте вирощування цитрусових, тютюну, рибальство, видобуток губок, туризм. Наявні численні пам'ятки давньогрецької культури.

## Історія

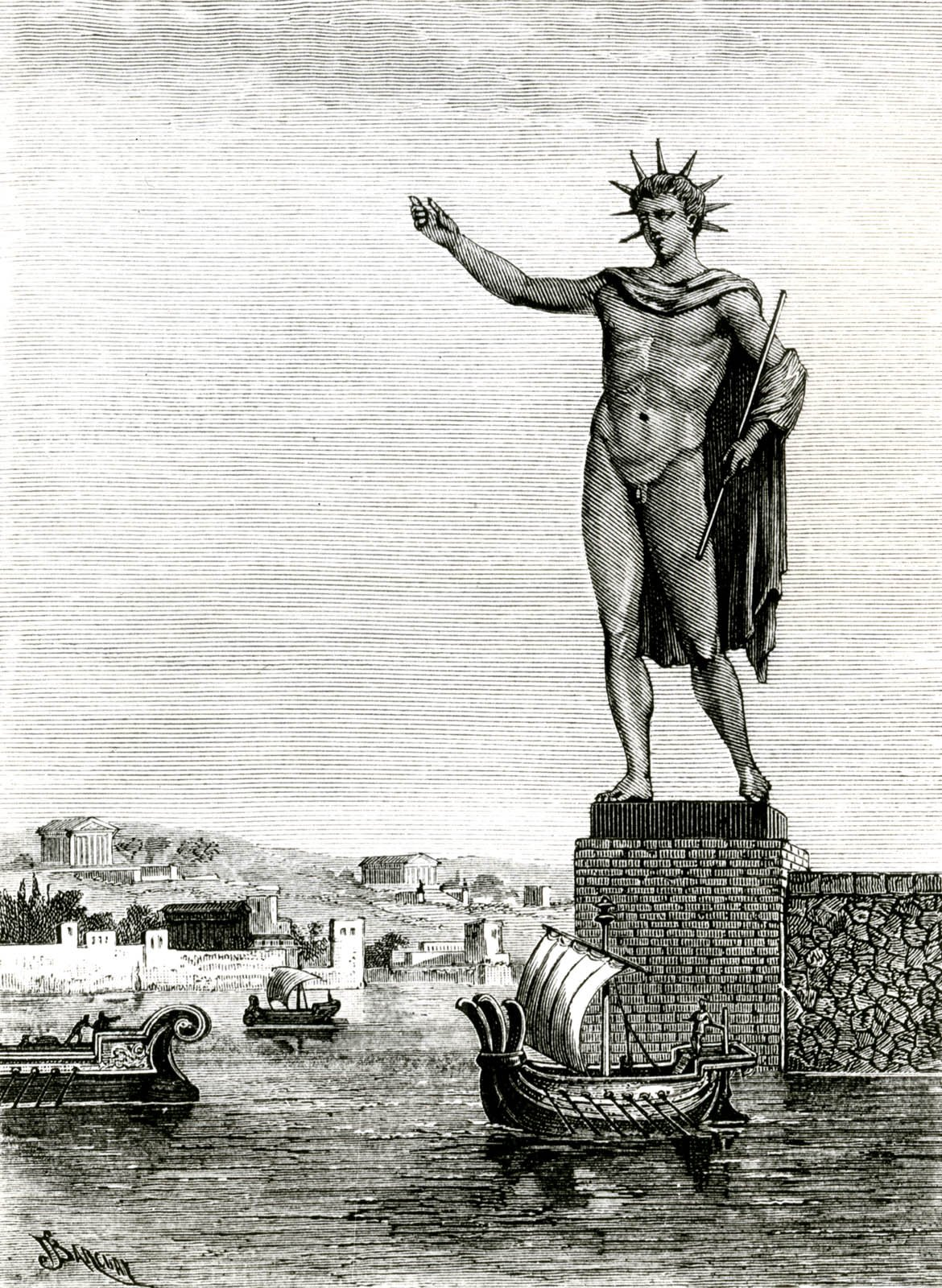
Колос Родоський. Один із семи див Світу

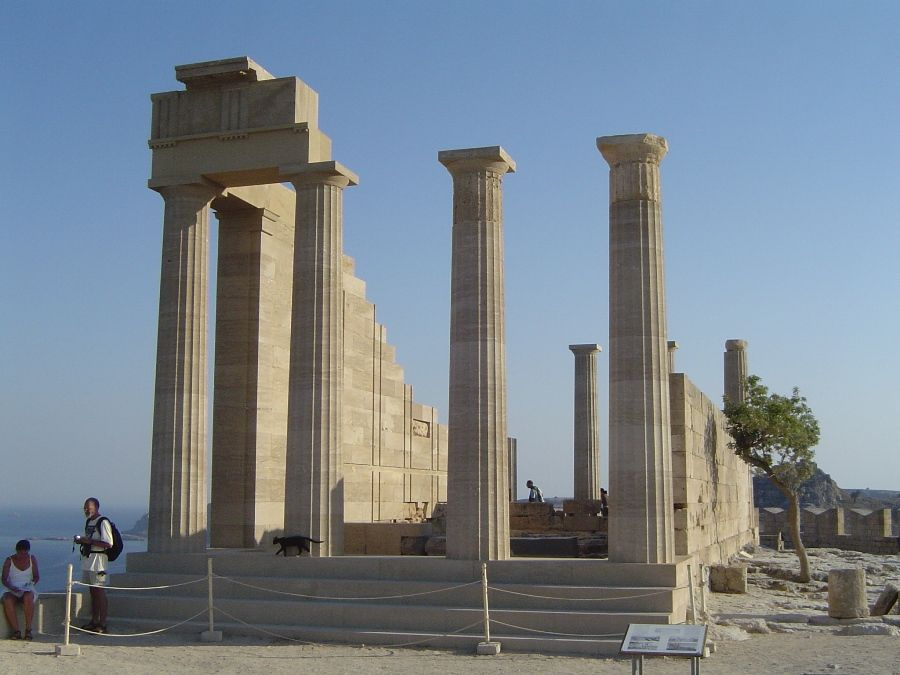
Руїни стародавнього храму Афіни у місті Ліндос

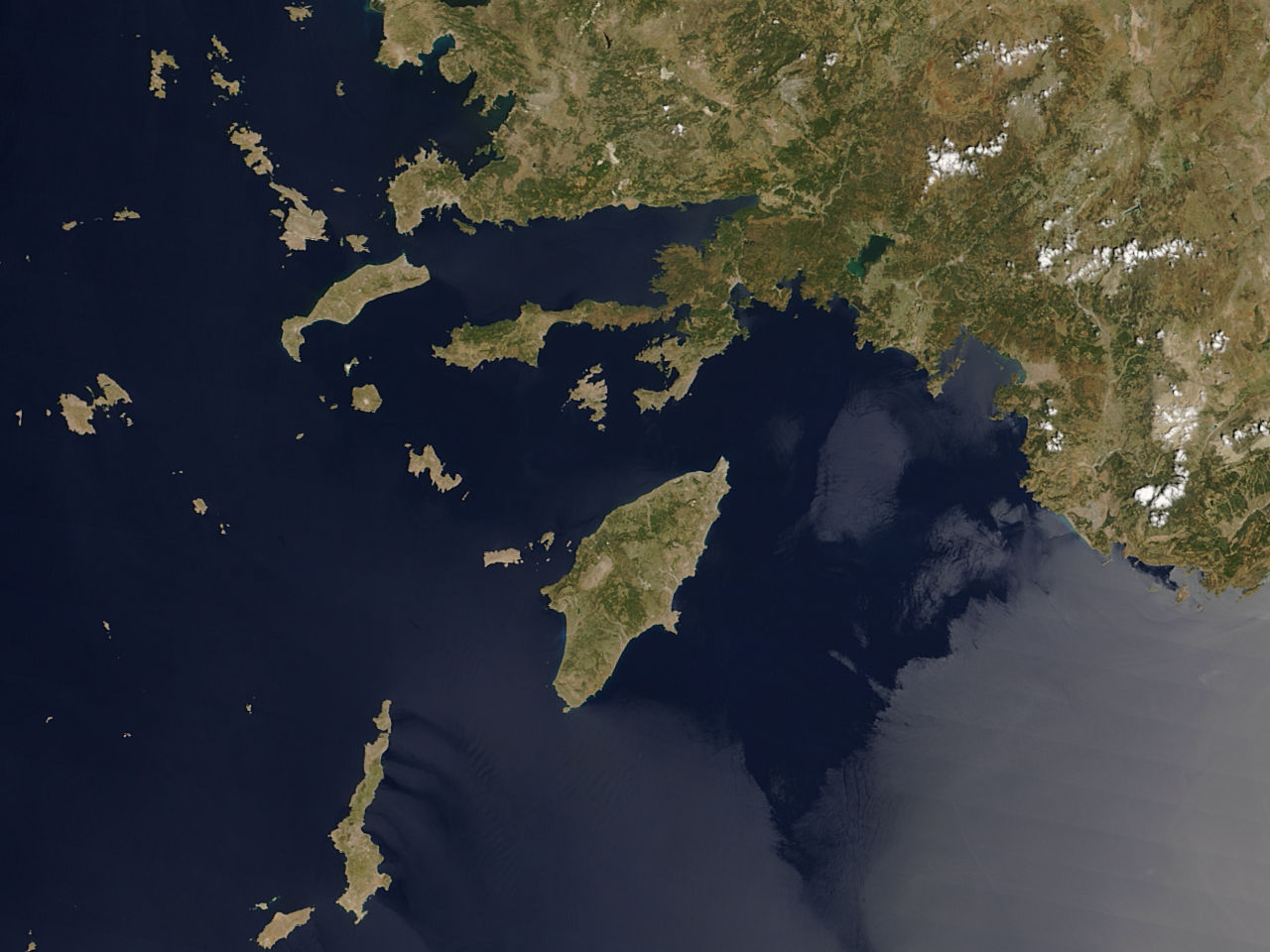
Супутниковий знімок з NASA Південних Спорад

У 1867 році Османською імперією було створено вілайєт островів Егейського моря (осман. ولايت جزائر بحر سفيد), який став наступником «еялету островів», створений у 1533 році. Після італійсько-турецької війни в 1912—1913 роках острови Додеканес за винятком острова Кастелорізо, стали італійським володінням. Решта островів у східній частині Егейського моря були зайняті грецьким королівством під час Першої Балканської війни (1912—1913 років), що призвело до розпаду вілайєту. Після підписання мирного договору у місті Уша, розраховувалося встановити лише тимчасову італійську адміністрацію на островах, але після закінчення Першої світової війни та згідно Лозаннського мирного договору у 1923 році острови стали володінням Італії під назвою Італійські острови Егейського моря (італ. Isole italiane dell'Egeo, грец.  Ἰταλικαὶ Νῆσοι Αἰγαίου Πελάγους). Під час Першої світової війни острів Каліостро був окупований Францією, але в 1919 році переданий Італії. На островах Лерос і Патмос створилися військово-морські бази Італії і до початку Другої світової війни на них розміщувалися близько 45 тис. італійських військовослужбовців. Першим військовим губернатором островів став Джон Амелі.
У вересні 1928 року було підписано італійсько-грецький договір про нейтралітет, в результаті чого Афіни відмовилися від підтримки руху за повернення островів Греції і не підтримали маніфестацію 1929 року.
У 1941 році, після окупації Греції німецькими та італійськими військами, Італія намагалася включити до складу колонії острови Кіклади та Північні Споради, але такі кроки викликали протиріччя із німецьким окупаційним урядом, який не міг допустити скорочення територій Греції під німецьким управлінням. Після антинімецького перевороту в Італії, на початку вересня 1943 року її війська залишили архіпелаг Додеканес, який належав їй ще до війни. Велика Британія вирішила захопити острови, щоб використати їх як основу наступу на Балканський півострів. Військам Союзників вдалося захопити до середини місяця більшість островів, проте Родос зайняли німці. У наступні 2 місяці тривала боротьба за архіпелаг, в якій відзначилося Люфтваффе (як авіачастини, так і парашутисти). Британські сухопутні та морські сили зазнали великих втрат, армійські підрозділи в листопаді були евакуйовані чи здалися. Це була одна з останніх великих перемог Німеччини у війні.
10 лютого 1947 року поміж Італійською республікою та союзними військами в Парижі було підписано мирний договір, який набув чинності 15 вересня 1947 року. За підсумками договору острови Додеканес були остаточно передані Греції. 7 березня 1948 року острови Додеканес офіційно увійшли до складу Греції в статусі окремого ному зі столицею Родос.

## Основні острови ному
| - Астепалеа - Калімнос - Карпатос | - Касос - Кастелорізо - Кос | - Лерос - Нісірос - Патмос | - Родос - Сімі - Тілос |

## Муніципалітети і комуни
| Муніципалітет       | YPES код | Місцева влада (якщо відрізняється) | Поштовий код | Тел. код               |
| ------------------- | -------- | ---------------------------------- | ------------ | ---------------------- |
| Афанту              | 1205     |                                    | 851 03       | 22410-50 до 53, 56, 57 |
| Архангелос          | 1202     |                                    | 851 02       | 22440-2                |
| Астіпалея           | 1203     |                                    | 859 00       | 22430-4                |
| Аттавірос           | 1204     | Ембона                             | 851 09       | 22460-5                |
| Халкі               | 1227     |                                    | 851 10       | 22460-45               |
| Дікео               | 1206     | Зіпарі                             | 853 00       |                        |
| Іалісос             | 1208     |                                    | 851 01       | 22410-90 до 98         |
| Іраклідес           | 1207     | Антімахія                          | 853 02       | 22420-6                |
| Каллітея            | 1209     | Калітія                            | 851 05       | 22410-6, 84 до 87      |
| Калімнос            | 1210     |                                    | 852 00       | 22430-2, 50, 59        |
| Камірос             | 1211     | Сороні                             | 851 06       | 22410-40 до 42         |
| Карпатос            | 1212     |                                    | 858 00       | 22450-2                |
| Касос               | 1213     |                                    | 857 00       | 22450-4                |
| Кос                 | 1214     |                                    | 853 00       | 22420-2                |
| Ліпсі               | 1215     |                                    | 850 01       | 22470-4                |
| Лерос               | 1216     |                                    | 854 00       | 22470-2                |
| Ліндос              | 1217     |                                    | 851 07       | 22440-2,3              |
| Мегісті/Кастелорізо | 1218     |                                    | 851 11       | 22460-49               |
| Нісірос             | 1219     |                                    | 853 03       | 22420-3                |
| Патмос              | 1222     |                                    | 855 00       | 22470-3                |
| Петалудес           | 1223     | Кремасті                           | 851 04       | 22410-90 до 98         |
| Родос               | 1224     |                                    | 851 00       | 22410-2,3,4,6,7,8      |
| Нотіа Родос         | 1220     | Геннаді                            | 851 09       | 22440-4                |
| Сімі                | 1225     |                                    | 856 00       | 22460-70 до 72         |
| Тілос               | 1226     |                                    | 850 02       | 22460-44               |
| Комуна              | YPES код | Місцева влада (якщо відрізняється) | Поштовий код | Тел. код               |
| Агатонісі           | 1201     |                                    | 850 01       | 22470                  |
| Олімпос             | 1221     |                                    | 857 00       | 22450                  |